# Российская блокада украинских портов
В феврале 2022 года Россия начала морскую блокаду украинских портов на Чёрном море в ходе своего вторжения на Украину. Украина являлась пятым в мире экспортёром пшеницы, и блокада украинских портов поставила под угрозу глобальную продовольственную безопасность.

## Предыстория
До полномасштабной войны с Россией украинская экономика была ориентирована на экспорт, значительная часть которого приходилась на украинские порты на Азовском и Чёрном море. В начале февраля 2022 года на фоне украино-российского кризиса Россия нарастила свои силы в Чёрном море до беспрецедентного уровня. В частности, перебросив с Балтийского и Северного морей шесть своих десантных кораблей, Россия вдвое увеличила их число в Черном море — до 12. Журналисты отмечали, что такой концентрации своих сил Россия не проводила даже в 2014 году, когда она перебрасывала по морю свои войска в Крым в ходе аннексии полуострова.
9 февраля портал BlackSeaNews сообщил, что Россия планирует с 13 по 19 февраля перекрыть практически всё украинское побережье Чёрного и Азовского морей под предлогом проведения военных учений, опубликовав копию письма Минобороны РФ. МИД Украины выразило решительный протест этим действиям России, говоря что беспрецедентно большая площадь военных учений России несет негативные экономические последствия для Украины и угрожают её суверенитету и правам в исключительной морской экономической зоне. Вечером 10 февраля Россия отказалась от идеи перекрывать Азовское море, однако с 13 по 19 февраля фактически организовала блокаду Черноморского побережья Украины под видом своих военных учений. Украинский эксперт по международному праву Богдан Устименко тогда отмечал, что россияне, объявив стрельбы во время этих учений, в нескольких местах влезли в 12-мильную прибрежную зону Украины, что было нарушением Устава ООН и Международной конвенции по морскому праву. При этом Россия перекрыла основной маршрут торговых кораблей Украины, пролегавший из Босфора в Одессу.
На Украине звучали опасения, что Россия готовит флот для вторжения и высадки десанта на украинском побережье Чёрного моря. В то же время, 10 февраля 2022 года Россия и Белоруссия начали учения «Союзная решимость — 2022».
23 февраля 2022 года украинская аналитическая организация «Центр оборонных стратегий» отмечала, что такой концентрации российских сил в Чёрном море не было со времен распада СССР.

## После начала вторжения
После начала своего вторжения на Украину 24 февраля 2022 года Россия начала морскую блокаду украинских портов на Чёрном море. Сразу после начала войны Украина объявила свои морские порты закрытыми и заминировала акваторию своих портов на Чёрном море для предотвращения возможности высадки российского десанта. Несколько торговых судов в районе Николаева и Одессы были атакованы ракетами. Хотя Украина и смогла достичь ряда успехов на море, в частности потопив крейсер «Москва», однако Россия сохранила преимущество в северной части Чёрного моря и сумела блокировать украинский морской экспорт. Вместе с тем, с самого начала войны Россия сконцентрировалась на захвате украинского побережья Азовского моря, вскоре после начала вторжения захватив Бердянск — один из важнейших украинских портов, а после нескольких месяцев осады — и Мариуполь.
В связи с захватом или блокадой украинских портов в Чёрном и Азовском морях, весной 2022 года морской экспорт Украины фактически остановился. К маю 2022 года россияне захватили порты Херсона, Скадовска, Мариуполя, Бердянска, а из-за морской блокады остановили работу порты Одессы, Николаева, Черноморска, Белгород-Днестровского, порт Южный.
В июне 2022 года Украина из-за блокады не могла экспортировать от 22 до 25 млн тонн зерна. 30 мая президент Украины Владимир Зеленский в одном из своих видеообращений заявил: «блокировка Россией нашего экспорта дестабилизирует ситуацию действительно в глобальном масштабе. Как результат — дорожает продовольствие в разных странах. Следовательно, возникает угроза голода. В Африке, в Азии, в некоторых странах Европы». Зеленский заявил, что Россия это делает специально, пытаясь создать проблемы Европе и не давая получить Украине миллиарды долларов для экспорта, используя при этом жителей африканских и азиатских стран как «разменную монету». При этом ГУР МО Украины заявляло, что занимаются кражей зерна на оккупированных украинских территориях, которое оно доставлялось на российских кораблях в Сирию и контрабандой — в другие страны Ближнего Востока. МИД Украины заявлял, что Россия использует продовольствие как оружие.
На мировых рынках цены на продовольствие из-за резкого роста цен на энергию и других последствий пандемии Covid-19 уже в марте 2022 года резко подскочили и продолжались находится на пике вплоть до июня 2022 года. Больнее всего рост цен ударил по наиболее уязвимым в сфере продовольственной безопасности государствам. Так, в Судане средняя цена на базовую продовольственную корзину в конце июня 2022 года была на 700 % выше, чем в среднем за последние пять лет, в Сирии — на 400 %, в Эфиопии — на 139 %. По данным Продовольственной и сельскохозяйственной организации ООН, из-за войны России против Украины число людей, находящихся в ситуации хронического голода, увеличилось на 10 млн, достигнув 820 млн, а число страдающих от острой нехватки продовольствия и находящихся под угрозой голода людей увеличилось на 20 млн, достигнув 252 млн. В мае 2022 года министр иностранных дел Литвы Габриэлюс Ландсбергис предложил организовать военно-морскую миссию «коалиции добровольцев», которая бы обеспечила военные конвои из портов Украины. Журналисты отмечали, что подобную операцию в 1980-е годы проводили США во время ирано-иракской войны, когда направили свои военные корабли для разблокировки перевозок нефти в Персидском заливе.
18 мая 2022 года Генсек ООН Антониу Гутерриш призвал Россию обеспечить экспорт украинского зерна из портов Украины, говоря что «без возобновления поставок из Украины, а также продуктов питания и удобрений из России и Белоруссии мы не можем эффективно преодолеть продовольственный кризис». В довоенный период через черноморские порты Украины экспортировалось 90 % украинского зерна. Блокада украинских портов нанесла удар не только по зерновому экспорту, но и по другим отраслям её экономики, в частности по экспорту горнометаллургической продукции и удобрений.
При этом Россия требовала, чтобы Украина для возобновления экспорта разминировала акваторию Одесского порта, однако Киев опасался того, что после снятия минных заграждений Одесса окажется открытой для российского нападения. Переговоры с Россией для возобновления экспорта украинского зерна вели Турция и ООН. 16 июня 2022 года глава МИД Турции Мевлют Чавушоглу заявил, что для вывоза зерна из трех украинских портов могут быть организованы коридоры, не требующие разминирования украинских портов, и заходящие в порты корабли будут сопровождать поисково-спасательные судна Украины.
Для обхода российской морской блокады Украина вместе с ЕС начала развивать альтернативные пути экспорта: по железной дороге и через порты на Дунае.

## Черноморская зерновая инициатива
22 июля 2022 года при эгидой Турции и ООН было заключена Черноморская зерновая инициатива («зерновая сделка»). При этом не было совместного соглашения между Украиной и Россией, каждое из государств заключало соглашение с ООН отдельно. По условиям соглашения, суда, которые направлялись на Украину, должны были проходить инспекцию с участием российских инспекторов. Однако Украина неоднократно обвиняла Россию в том, что её инспекторы зачастую затягивали проверки судов. ЕС и США по условиям сделки должны были смягчить введенные против России санкции в отношении экспорта зерновых и удобрений.
К концу февраля 2023 года сделка дала возможность отправить из трех украинских портов — Черноморского, Одесского и Южного — 600 кораблей с продовольствием. К июлю 2023 года через украинские порты на Чёрном море было вывезено 32,9 млн тонн зерна на сумму около 8 млрд долларов США. Украина хотела расширения условий зерновой сделки и на другие товары, в частности на металл, и требовала включить в неё Николаевский порт.
Россия уже вскоре заключения зерновой сделки критиковала страны Запада в неисполнении взятых обязательств. В октябре 2022 года Россия даже грозила приостановить сделку под предлогом атаки Украины на российский флот в Севастополе. В апреле 2023 года МИД РФ выдвинул ряд условий для продолжения участия России в зерновой сделке. Среди них были подключение Россельхозбанка к SWIFT, возобновление работы аммиакопровода Тольятти — Одесса, возобновление поставок в Россию сельхозтехники, запчастей и сервисного обслуживания.

## Возобновление морской блокады
17 июля 2023 года российские власти заявили, что с 18 июля Россия приостанавливает участие свое участие в зерновой сделке, отзывая гарантии безопасности судоходства и сворачивая морской гуманитарный коридор в северо-западной акватории Чёрного моря. Это решение раскритиковала Украина и ряд стран Запада.
19 июля 2023 года Минобороны РФ объявило, что с 20 июля все суда, следующие в порты Украины, будут рассматриваться Россией как потенциальные перевозчики грузов военного назначения, а страны флага таких судов — «вовлеченными в конфликт на стороне киевского режима». Министр иностранных дел Германии Анналена Бербок назвала такое заявление нападением не только на Украину, но и на международный порядок. Эксперт по морской стратегии и безопасности Института политики безопасности при Университете Киля Йоханнес Петерс указал на то, что подобное заявление противоречит международному морскому праву и законам войны, так как даже наличие подозрения о перевозке гражданским торговым судном военных грузов не даёт законных оснований для нанесения по нему военных ударов. Эксперт по международному праву, профессор Европейского университета Виадрина Вольфф Хайнчель фон Хайнегг отметил, что воюющие стороны имеют право заранее огласить список запрещённых грузов и проводить обыски суден третьих стран, направляющихся на территорию противника, однако в случае обнаружения контрабанды стороны имеют право на захват судна, а не на атаку — законной военной целью судно становится лишь в случае участия судна в непосредственной военной деятельности: военной разведкой, закладыванием мин и т.п.; отсутствие заранее оглашённого списка контрабанды будет означать отсутствие законных оснований для задержания и обыска суден.
В ответ на заявление Минобороны РФ, 20 июля Минобороны Украины объявило, что с 21 июля будет считать все суда, следующие в акватории Чёрного моря в российские порты, или в порты на оккупированных территориях Украины, перевозящими грузы военного назначения «со всеми соответствующими рисками». Украинская сторона отметила, что «судьба крейсера „Москва“ доказывает, что Силы обороны Украины имеют необходимые средства для отражения российской агрессии на море». При этом и Россия, и Украина не объявили о блокаде в юридическом смысле этого слова.
Во второй половине 2023 года Украина провела кампанию атак по Крыму (подрыв Крымского моста, рейды Украины в западную часть Крыма, ракетный удар по Севастопольскому морскому заводу, ракетный удар по штабу Черноморского флота ВМФ России), имевшую результатом частичный отвод российского военного флота из Севастополя и прорыв российской блокады украинских портов.

### Удары по украинским портам
18 июля 2023 года в первый же день после объявленной остановки зерновой сделки, Россия атаковала порты в Одессе и Николаеве. После этого Россия нанесла ещё серию атак по черноморским портам Украины.
Россия называла эти удары «возмездием» за взрыв на Крымском мосту 17 июля 2023 года.
2 августа 2023 года российская сторона заявила, что нанесла удар по порту Измаил на реке Дунай на юге Украины. Министерство обороны Украины заявило, что повреждён элеватор. Ранее Россия заявила, что будет рассматривать корабли, идущие в любой из этих портов, как военную угрозу.
23 августа 2023 года российские беспилотники атаковали порты на юге Одесской области и в районе реки Дунай. Удары были нанесены по зернохранилищам и производственно-перегрузочному комплексу. Атака продолжалась 3 часа, одно из зернохранилищ сгорело в результате возникшего пожара. 
Вице-премьер Украины Александр Кубраков заявил, что в результате атаки пропускная мощность порта сократились на 15 % и было уничтожено 13 тысяч тонн зерна. 